# Marília
Marília este un oraș în São Paulo (SP), Brazilia.